# Carauno di Chartres

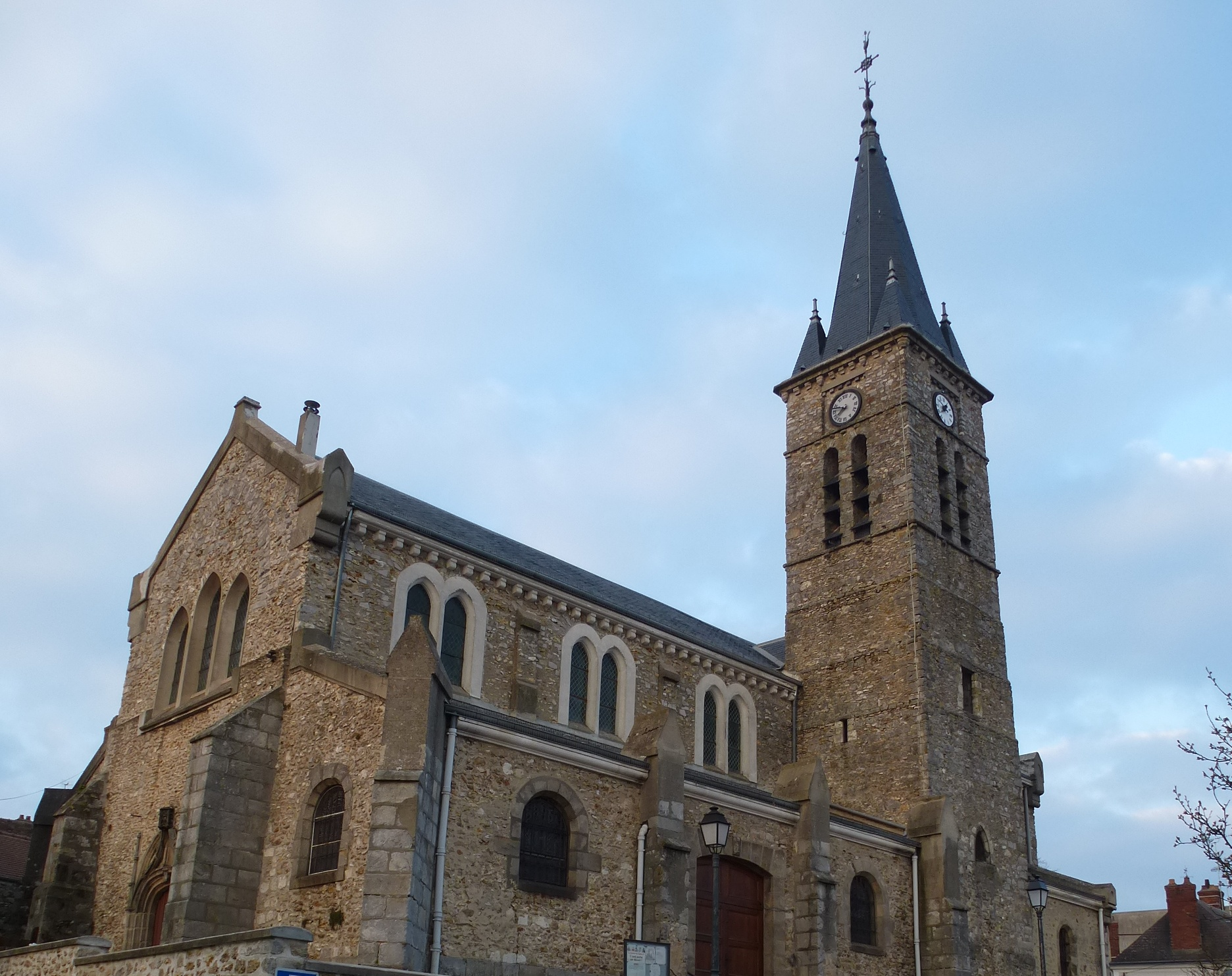
La chiesa di San Carauno a Saint-Chéron.

Carauno in francese Chéron (... – ...) è stato un chierico romano, venerato come santo dalla Chiesa cattolica.

## Biografia
Di questo santo martire esiste una vita in latino, datata al IX secolo, ritenuta un romanzo agiografico di nessun valore storico.
Nato da una nobile famiglia di Roma, si convertì al cristianesimo. Ordinato diacono, partì come missionnario in Gallia inviato da san Clemente. Predicò il vangelo dapprima a Marsiglia, poi a Lione, ed infine arrivò a Chartres. Durante il suo tragitto operò molte conversioni e miracoli. A Chartres guarì un paralitico. Partito per recarsi a Parigi, poco fuori da Chartres fu assalito da briganti e decapitato. Fu sepolto nello stesso luogo del suo martirio.
Non è facile stabilire l'epoca in cui visse Carauno, per la presenza di diversi anacronismi nella sua vita. Si ritiene sia vissuto nel V secolo.

## Culto
Malgrado i dubbi sulla storicità della vita di san Carauno, essa è tuttavia ritenuta espressione di una tradizione orale sulla santità di questo personaggio. Sulla sua tomba fu costruita fin dal VI secolo una chiesa, meta di pellegrinaggi, e poi un monastero, che sopravvisse fino alla rivoluzione francese; qui si conservavano le reliquie del santo. Nei pressi sorse il villaggio che prese il suo nome, Saint-Chéron. Le reliquie furono salvate e nel 1849 furono traslate nella chiesa di san Carauno edificata a Chartres.
La memoria di san Carauno fu inserita nel Martirologio di Usuardo (IX secolo) e da qui passò nel Martirologio Romano, che lo ricorda con queste semplici parole:
(Martirologio Romano. Riformato a norma dei decreti del Concilio ecumenico Vaticano II e promulgato da papa Giovanni Paolo II, Città del Vaticano, 2004, p. 429)